# Algona (Iowa)
Algona – miasto w Stanach Zjednoczonych, w stanie Iowa, w hrabstwie Kossuth, nad rzeką Des Moines.

## Demografia
W 2000 r. liczyło 5741 mieszkańców. W 2023 r. liczba mieszkańców spadła do 5342 osób, a gęstość zaludnienia poniżej 457 osób/km².